# سیارک ۴۳۱۰
سیارک ۴۳۱۰ (به انگلیسی: 4310 Stromholm، نامگذاری:1978RJ7) چهار هزار و سیصد و دهمین سیارک کشف شده‌است که در ۲ سپتامبر ۱۹۷۸ کشف شد.
قدر مطلق سیارک برابر ۱۳٫۶۰ است.